# 武汉文革时期群众组织列表
武汉文化大革命时期主要群众组织如下：

## 教育部门
- 一司：“武汉大专院校红卫兵司令部”，1966年9月12日成立。1966年8月下旬武汉地区出现以高干子弟为核心的“红五类”红卫兵组织，其“破四旧”行动受到省市委和各级政府的支持。9月中旬，武汉地区大专院校红卫兵总部、中等学校红卫兵总部分别成立，成为保省市委、对抗造反派的主要力量。1967年元月自行解散，3月在武汉军区扶植下恢复活动，5月参加“百万雄师”。“红卫兵”是三个字，武汉造反群众蔑称“红卫兵”为“三字兵”。七·二〇事件后随“百万雄师”解散而自行解散。
- 钢二司：“毛泽东思想红卫兵武汉地区革命造反司令部”，俗称“二司”，后称“钢二司”。1966年10月26日成立，包括武汉地区200多所大、中学校的学生和部分教职工，人数13万人。领导人：杨道远（武汉测绘学院）、周红星、丁家显（武汉水利电力学院）、方保林（武汉机械学院）等，后与“钢工总”结成联盟。
- 新华工：或称“红司”，全称“毛泽东思想红卫兵红色造反司令部（新华工）”，1967年1月21日由华中工学院各造反派组织联合成立，主体“毛泽东思想红卫兵新华工总部”成立于1966年9月27日。后于1967年8月4日成立“新华工革命委员会”，领导人张立国、聂年生、郭保安等。本部一万多人，中学部一万多人。与新湖大、新华农并称“三新”。
- 新湖大：“新湖大革命造反临时委员会”，1966年12月22日由湖北大学（现中南财经政法大学）五个群众组织联合建立。主要成员是湖北大学师生，还有市内部分中学师生，共1.2万余人。领导人龙铭鑫、彭勋、梅子惠、张维荣、谢邦柱等。
- 新华农：“毛泽东思想红卫兵新华农东方红总部”，1966年10月17日由“华中农学院炮声隆兵团”等“造反战斗队”联合而成。领导人高玉泽、魏梅森等。成员主要为华中农学院师生员工，还有部分中学及华农分院的学生，共2.7万人。
- 三司：又称“红三司”，全名“东方红红卫兵武汉地区司令部”，1966年11月14日成立，成立时是介于保守派和造反派之间的温和派，在文革进程中与“三钢”、“三新”等走向对立，后分化出“三司革联”。因公开支持七·二〇事件而在事件后自动解散。
- 三司革联：“武汉地区红卫兵第三司令部革命造反联合委员会”，分化自“三司”，1967年4月18日成立，与“三钢”“三新”等联盟。共计2万多人。负责人：谢华之（武汉大学）、 雪湘明（武汉师范学院）、徐筱芳（武汉医学院）。
- 中学红联：“武汉地区中等学校红色造反联络站”，成立于1967年4月24日，1967年8月30日更名为“武汉地区中专学校红色造反联合指挥部”，包括武汉20多所中学学生，共有1.5万人，以武汉一中、东湖中学为主体。负责人：史灼华（东湖中学）、陈文汉（武汉一中）等。

## 工业部门
- 钢工总：“毛泽东思想战斗队武汉地区工人总部”，简称“工人总部”或“工总”，后称“钢工总”，武汉地区最大、最早的工人造反组织，与“钢二司”、“钢九·一三”并称“三钢”。1966年11月10日成立，1967年3月被武汉军区强行解散，各级主要负责人被抓捕，4、5月间重新树旗。领导人朱鸿霞、胡厚民、夏邦银等。成员大都是产业工人，据说人数最多时有70多万。
- 钢九·一三：“毛泽东思想九·一三战斗兵团”（为纪念毛泽东1957年9月13日视察武钢而取名），简称“九·一三兵团”，后称“钢九·一三”。原为工总武钢分部，1966年12月12日成立（分裂）。以武汉钢铁厂工人为主，共10多万人。领导人杨玉珍、白玉柱、李湘玉、邓金福、但功荣等。
- 工造总司：原名“毛泽东思想红色造反者武汉地区工人革命造反总司令部”，简称“工造”，上海一月风暴后，改名为“武汉地区工人革命造反总司令部”，遂有“工造总司”之称。1966年12月8日成立，成员大都是轻工业系统的工人，共13万人。在七·二〇事件后的武汉造反派分裂中，工造总司属于“新派”。一号勤务员吴焱金，领导人殷德才、作战部长兼组织部长吴春泉、宣传部长彭祖龙等。武汉市革命委员会成立时，吴焱金任副主任。
- 联合会：“武汉地区革命职工联合总会”，1966年12月11日在武汉体育馆正式成立。曾与“工总”等“造反派”组织激烈对抗，最终在1967年2月解体为四十多个群众组织。主要领导人马学礼（武汉重型机床厂老劳模），该组织推选出十常委：马学礼、杨庭峰、崔景德、张立华、何其华、冯正湖、张良久、周德明、张用久，汪大榜。
- 百万雄师：“武汉地区无产阶级革命派百万雄师联络站”，1967年5月16日成立，是“联合会”的后继者。由“红武兵”等50多个组织联合成立，号称全部成员122万人，武汉军区声称，“百万雄师”包括武汉地区85%以上的中国共产党员。曾与“工造总司”、“三钢”、“三新”等大规模流血武斗，在“七·二〇事件”中参与捉拿中央文革小组成员王力。七·二〇事件平反后，“百万雄师”的参与者恢复了名誉。
- 新一冶：“新一冶无产阶级革命代表大会”，“一冶革命造反司令部”、“一冶革命造反司令部野战兵团” 等14个组织联合而成，主要成员是第一冶金建设公司工人，人数1万多。成立于1967年3月底。一号勤务员为曹承义。
- 赤总工二司：“毛泽东思想赤卫军武汉地区红色造反者革命阵线总会”，成员基本是湖北省各专县和武汉市的合同工、临时工、轮换工、外包工、民办工厂工人等，其社会身份低于国营、集体企业工人。武汉地区达20多万人。

## 党政机关
- 省直红司：全名“毛泽东思想湖北省直红司”，1966年12月下旬，湖北省委的一些干部在批判“黑省委的资产阶级反动路线”时秘密串连，于1967年元月成立“省革命造反司令部”。4月5日召开“省直红司筹备会”，6月1日正式成立“毛泽东思想湖北省直红司”。成员是省直机关干部及职工，共1.2万余人。主要负责人：郑军（团省委干部）。
- 革干联：全名“武汉市革命干部联络站”，是支持造反派的干部组织，1967年5月成立。
- 市机关红司：全名“市直机关红色造反司令部”，1967年8月，由武汉市委机关人民勤务员总部、市人委机关联司、市工青妇机关红尖兵等市直机关造反派组织联合组成。一号勤务员魏绳武，二号勤务员郑峰。
- 长办联司：“毛泽东思想革命阵线长江流域规划办公室联合司令部”。1966年12月26日在长江流域规划办公室，以“长办捍卫毛泽东思想革命阵线”为主，联合其他十多个造反派组织组建。一号勤务员顾建棠。
- 交通联司：“毛泽东思想新湖北交通联合司令部”，1967年1月17日，省交通厅的几个造反组织联合夺了交通厅的权。8月，他们与“钢工总”头头联系，要求集体加入“钢工总”，未成。8月10日，省交通厅9个造反组织联合成立交通联司，下属7个司令部。共1.7万多人，主要是交通厅的机关干部及所属公司、工厂、局的职工。一号勤务员傅廉。
- 公安联司：“毛泽东思想公安联司武汉总部”。武汉公安机关的造反派组织。一号勤务员田学勤。
- 武汉公检法：武汉公安、政法系统的保守组织，1967年5月成立“武汉公安系统联络站”，6月发展为“武汉公检法联络站”。领导人李树春、汪士奇等。

## 其他
- 红医兵：全名“毛泽东思想红医兵革命造反司令部”，1966年12月成立，其成员是市属医院的医生、护士及职工，共计4000多人。在两大派武斗时，他们积极抢救受伤的造反派伤员。